# Norah Hoult
Eleanor Lucy Hoult, conocida por su seudónimo como Norah Hoult, (Dublín, 10 de septiembre de 1898 - Greystones, 6 de abril de 1984) fue una escritora irlandesa de novelas y cuentos. Escritora muy prolífica, Hoult escribió veintitrés novelas y cuatro colecciones de cuentos. Su trabajo trata principalmente sobre temas relativos al abuso del alcohol, prostitución, dinámicas de clase y matrimonios desafortunados. Entre las décadas de 1940 y 1950, la Junta de Censura de Irlanda prohibió en varias ocasiones la obra de Hoult.

## Biografía
Hoult nació en Dublín. Su madre, Margaret O'Shaughnessy, era católica y se fugó a los 21 años con un arquitecto protestante inglés llamado Powis Hoult. A la muerte de sus padres, Hoult y su hermano fueron enviados a vivir con los parientes de su padre en Inglaterra y fueron educados en varios internados en el norte de Inglaterra. La madre de Hoult murió cuando ella tenía nueve años y su padre murió solo unos meses después.
Hoult comenzó su carrera en el periodismo trabajando para periódicos británicos. Trabajó primero para The Sheffield Daily Telegraph, seguido de The Telegraph y Pearson's Magazine.
Su primer libro, Poor Women!, apareció en 1928. Esta colección de cinco cuentos recibió elogios de la crítica y ha sido reimpresa varias veces, tanto individualmente como en ediciones seleccionadas. Fue seguida por una novela, Time Gentlemen! Time! (1930), que trata sobre el infeliz matrimonio de una mujer con un alcohólico. Esta novela ejemplifica el interés de Hoult en describir la tensión de las limitaciones sociales manteniendo la respetabilidad en la Irlanda de las décadas de 1930 y 1950.
Hoult se casó con el escritor Oliver Stonor y vivió con él en The Cottage en Windsor Great Park durante un año; el matrimonio se disolvió en 1934. Regresó a Irlanda para recopilar material para sus escritos en 1931 y permaneció allí hasta 1937, momento en el que se trasladó a Nueva York durante dos años. Sus dos libros siguientes, Holy Ireland (1935) y su secuela Coming from the Fair (1937), muestran la vida familiar irlandesa antes de la Primera Guerra Mundial.
El también escritor irlandés, Sean O'Faolain, escribió a Hoult en 1936 para felicitarla por Holly Ireland. O'Faolain escribió que "admira[ba] su fuerza [...] y su simpatía". Los críticos contemporáneos fueron igualmente elogiosos sobre su trabajo, comparándola no solo con escritores de cuentos como O'Faolain y Frank O'Connor, sino también con novelistas como Kate O'Brien o Edna O'Brien por la forma en que su trabajo examina la influencia de la Iglesia Católica en la vida cotidiana de las mujeres irlandesas.
En 1939 se instaló en Bayswater, Londres, no lejos de Violet Hunt, quien sirvió de inspiración para el personaje de Claire Temple, la protagonista de There Were No Windows (1944). La novela There Were No Windows está ambientada en Londres durante la Segunda Guerra Mundial en la que el trauma del Blitz afecta a Claire Temple, una novelista que sufre demencia.
En 1957 volvió a vivir en Irlanda.
En 1977 publicó su último libro. Murió en Jonquil Cottage, Greystones, condado de Wicklow, el 6 de abril de 1984.
Hoult era amiga de muchas figuras irlandesas notables, tales como el republicano James Stephens o el poeta y médico Oliver St. John Gogarty. Hoult también conocía al escritor escocés Fred Urquhart y parte de la correspondencia entre ambos se conserva en el archivo de él.
A pesar de una carrera editorial de 44 años, los críticos han descrito el trabajo de Hoult como "pasado por alto" y "descuidado". Se cita a Nicola Beauman diciendo que Hoult "es un muy buen ejemplo de una escritora que deja completamente de estar de moda y es olvidada". Era una escritora absolutamente brillante y conocida en ese momento de una manera que no lo es ahora”. Beauman, editora de Persephone Books de Londres, ha revisado el trabajo de Hoult desde su muerte. En 2005, Persephone Books volvió a publicar su novela There Were No Windows. El objetivo de los libros de Perséfone es arrojar luz sobre las escritoras que han sido pasadas por alto en el canon literario irlandés.

## Obra
- Poor Women! (short stories, 1928)
- Time Gentlemen! Time! (1930) [published in the U.S. as Closing Time]
- Violet Ryder (from Poor Women!, 1930)
- Apartments to Let (1931)
- Youth Can't Be Served (1933)
- Holy Ireland (1935)
- Coming from the Fair (1937)
- Nine Years is a Long Time (short stories, 1938)
- Smilin' on the Vine (1939)
- Four Women Grow Up (1940)
- Augusta Steps Out (1942)
- Scene for Death (1943)
- There Were No Windows (1944) (Republished in 2005 by Persephone Books)
- House Under Mars (1946)
- Farewell Happy Fields (1948)
- Cocktail Bar (short stories, 1950)
- Frozen Ground (autobiography, 1952)
- Sister Mavis (1953)
- A Death Occurred (1954)
- Journey Into Print (1954)
- Father Hone and the Television Set (1956)
- Father and Daughter (1957)
- Husband and Wife (1959)
- The Last Days of Miss Jenkinson (1962)
- A Poet's Pilgrimage (1966)
- Only Fools and Horses Work (1969)
- Not For Our Sins Alone (1972)
- Two Girls in the Big Smoke (1977)